# Christian af Danmark (1745-1747)
 For alternative betydninger, se Christian af Danmark. (Se også artikler, som begynder med Christian af Danmark)
Christian af Danmark (7. juli 1745 - 3. juni 1747) var en dansk prins, der var kronprins af Danmark og Norge fra den 6. august 1746 og indtil sin tidlige død året efter. Han var det første barn af Frederik 5. og Dronning Louise af Danmark og Norge.

## Biografi
Prins Christian blev født den 7. juli 1745 på Charlottenborg Slot i København i sin bedstefar Christian 6.'s regeringstid. Han var det første barn født i ægteskabet mellem Kronprins Frederik af Danmark og Norge (den senere Kong Frederik 5.) og Prinsesse Louise af Storbritannien. Som den ældste søn blev han kronprins ved sin farfars død den 6. august 1746. Han døde allerede den 3. juni 1747 på Frederiksborg Slot. Han blev i første række efterfulgt som tronfølger af sin søster prinsesse Sophie Magdalene, men to år senere, i 1749, blev hans lillebror, Christian født, og han overtog straks ved fødslen rollen som Danmarks nye kronprins. Christian besteg tronen som Christian VII af Danmark og Norge ved faderens død den 14. januar 1766.